# Jessica Enström
Jessica Margareta Enström, född 25 mars 1977 i Enköping, är en svensk före detta handbollsspelare och handbollstränare. Hon är högerhänt och spelade i anfall som mittnia.

## Karriär
Jessica Enström började sin karriär i Fjärdhundra SK, spelade sedan i Elitserien för Irsta HF till 1997 då hon blev handbollsproffs i norska Stabæk Håndball. Hon stannade i Norge i tre år och fortsatte  sedan proffskarriären i tyska SG Hessen Hersfeld innan hon återvände till IVH Västerås. Där stannade hon till karriärens slut med undantag av ett kort utlån till Horsens HK i Danmark 2007. Annars avvisade hon proffsanbud 2001–2009. 2009 slutade hon med handbollen.Jessica Enström vann elitseriens skytteliga säsongerna 2003/2004 och 2004/2005. Efter spelarkarriären anlitades hon av SVT som expertkommentator, bland annat vid OS 2012 i London.

### Tränare
Inför säsongen 2014/2015 skrev Jessica Enström på ett tvåårskontrakt som assisterande tränare för VästeråsIrsta HF:s damlag. Hon stannade tre år och ersattes 2017 av Sofia Olofsson.

## Landslagskarriär
Jessica Enström spelade 125 landskamper för Sveriges landslag och gjorde 235 landslagsmål. Med över hundra landskamper är hon Stor Tjej. Hon deltog i VM 1995 blott 18 år gammal och var en mycket ung mästerskapsdebutant. Jessica Enström spelade också i EM 2004, EM 2006 och OS 2008 som blev hennes sista större turnering.